# Brilvanga
De brilvanga (Leptopterus chabert) is een zangvogel  uit de familie Vangidae (vanga's) die endemisch is op Madagaskar.

## Kenmerken
De brilvanga heet zo omdat de naakte, lichtblauwe huid die als ring om het oog zit, lijkt op een bril.

## Verspreiding en leefgebied
De brilvanga kan leven in secondair bos en aanplantingen met exotische boomsoorten en is daarom minder zeldzaam dan andere soorten vanga's. De vogel komt wijdverspreid voor op Madagaskar en telt twee ondersoorten:
- L. c. chabert: westelijk, noordelijk en oostelijk Madagaskar.
- L. c. schistocercus: zuidwestelijk Madagaskar.

## Status
De grootte van de populatie is niet gekwantificeerd maar de soort wordt omschreven als algemeen. Op de Rode lijst van de IUCN heeft deze soort de status niet bedreigd.

## Afbeeldingen

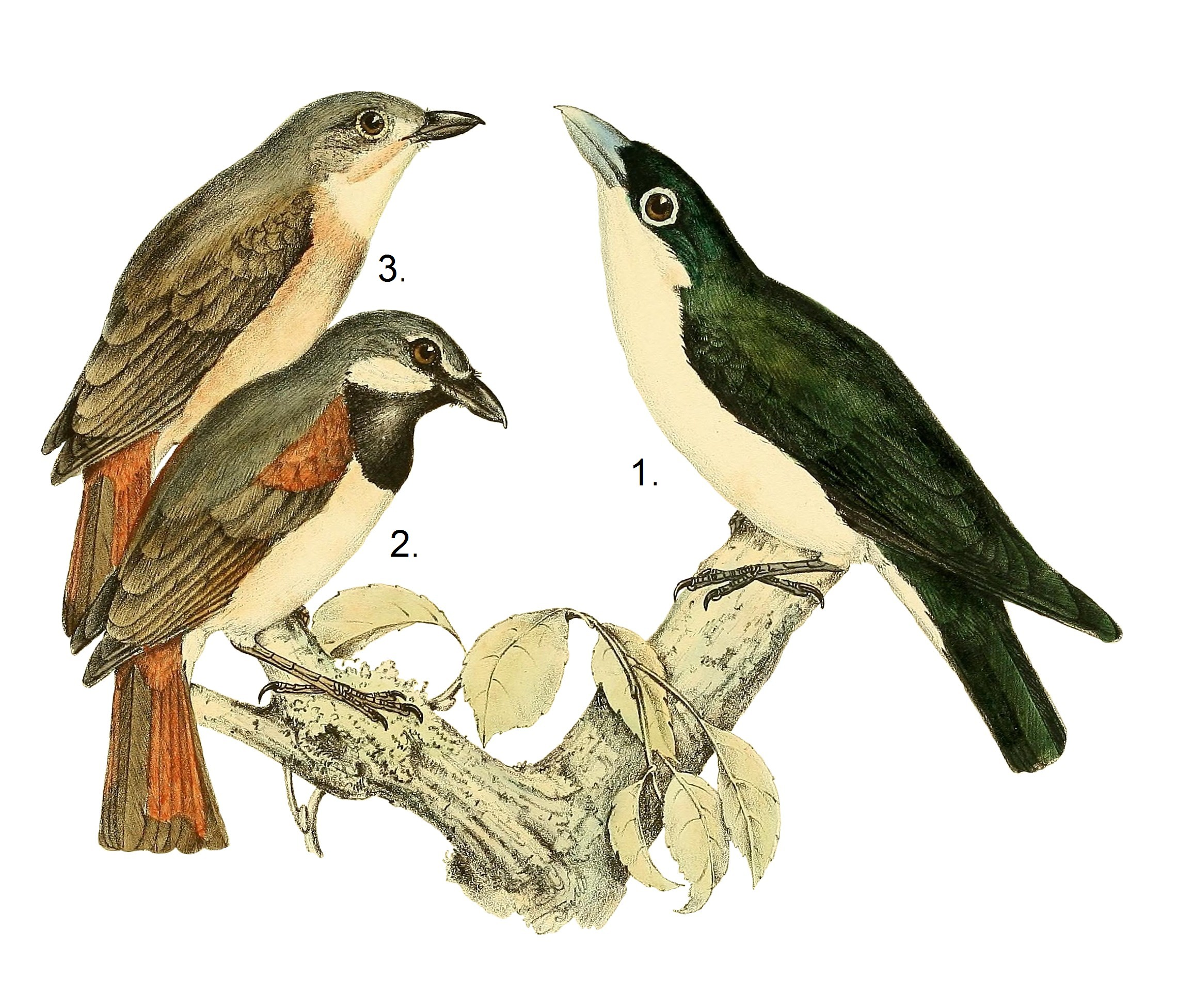
Links mannetje en vrouwtje van de roodstaartvanga, rechts mannetje brilvanga, met duidelijk zichtbare oogring
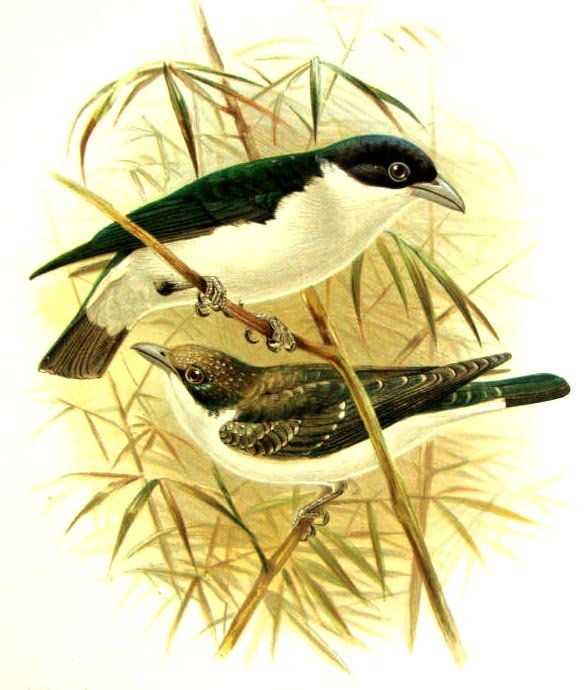
Paartje brilvanga's (met vorige, illustraties van John Gerrard Keulemans)
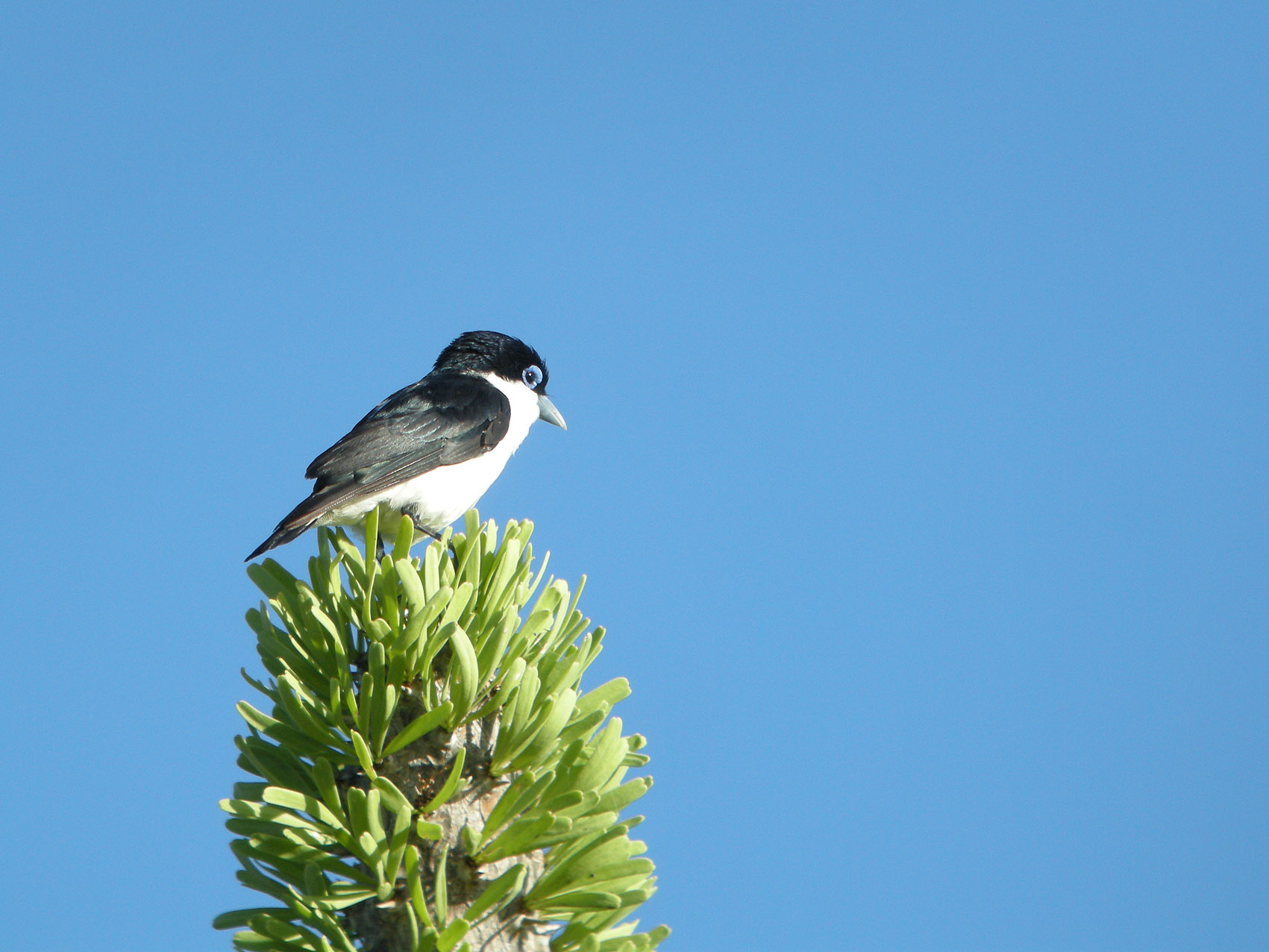
Foto uit 2010